# Eremitage von Gamogna
Die Eremitage von Gamogna (it.: Eremo di Gamogna) ist eine Klause in abgelegener Gegend des Apennin zwischen Toskana und der Romagna in der Gemeinde von Marradi. Sie wird auch als Eremo di San Pier Damiani tituliert.

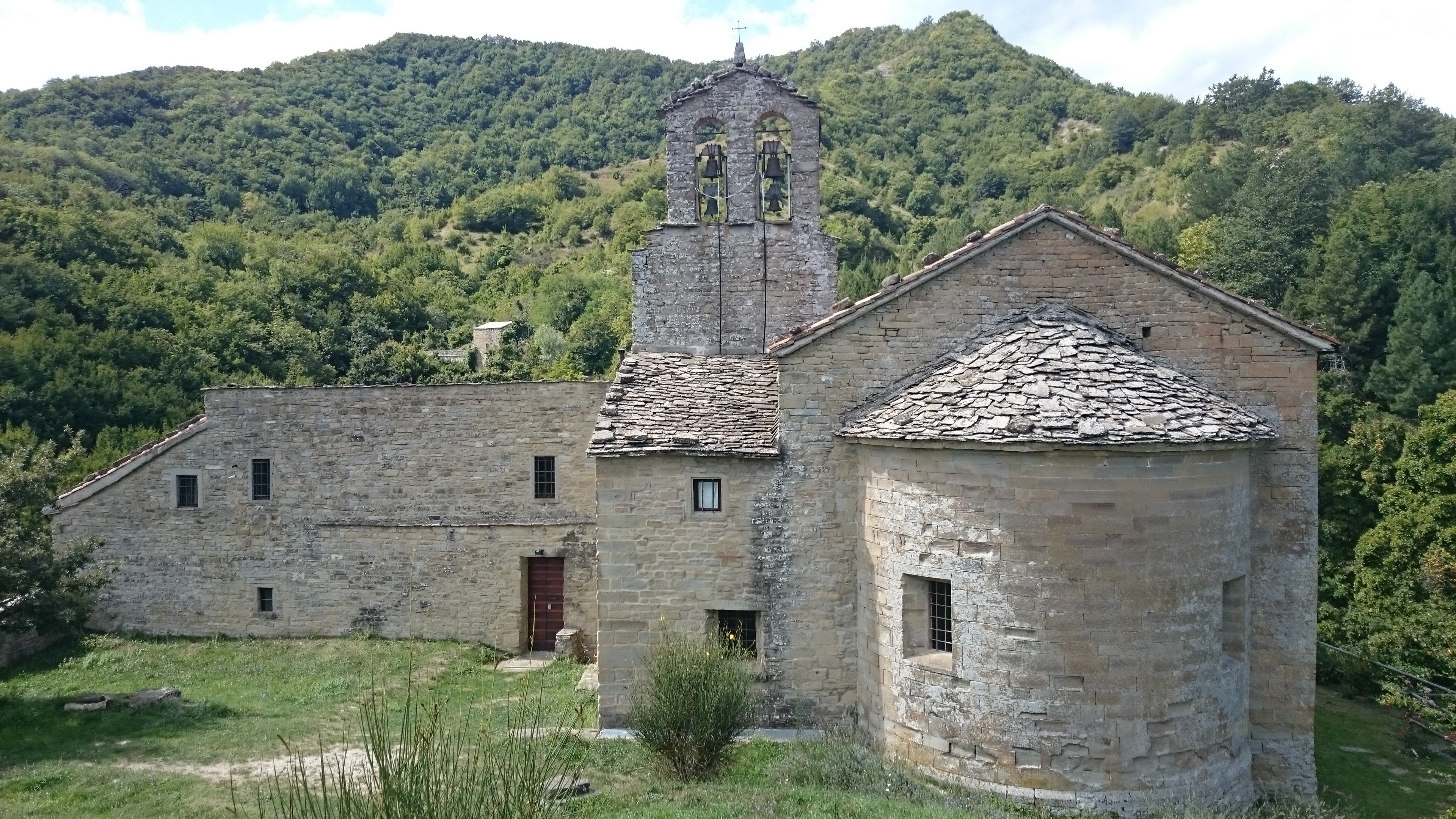
Die Eremitage von Gamogna

## Geschichte
Die Einsiedelei wurde von Petrus Damiani im Jahre 1053 gegründet und dem Apostel Barnabas gewidmet. Genutzt wurde die Einsiedelei von Mönchen aus Camaldoli, die zur Abtei von Acereta und Della Valle gehörten. Am 14. November 1532 wurde die Kapelle von Gamogna mangels Mönchen geschlossen und in eine Pfarrkirche umgewandelt. 1850 wurde die Eremitage von Gamogna zum Gebiet des Bistums Faenza-Modigliana zugeschlagen.
Die Kirche hat eine romanische Struktur mit einer einfachen Fassade, eine große halbrunde Apsis mit einem kegelförmigen Dach bedeckt mit Platten aus Schiefer und einem Glockenturm. Ab 1991 wurden Restaurierungsarbeiten durchgeführt. 
1998 wurde die Eremitage von Gamogna vom Bischof von Faenza an die französischen Brüder- und Schwesterngemeinschaft Fraternité de Jérusalem zur Nutzung übergeben.